# 彼特捷德足球俱乐部
彼特捷德足球俱乐部（Petrojet FC）是埃及的职业足球俱乐部，俱乐部属于埃及石油公司下属的彼特捷德公司，彼特捷德公司是和埃及外国建筑商共同成立于1975年的股份公司，是埃及主要的原油和天然气公司。
彼特捷德队在成立4年后的2006赛季，在众多强劲的竞争球队中脱颖而出首次晋级埃及国内最高水平的足球联赛埃及足球甲级联赛。最近的赛季俱乐部的实力又得到了进一步的加强，球队签约了前马斯里和阿赫利的前锋Khaled Bibo；前属阿赫利队教练的Mokhatar Mokhtar开设了一个训练营帮助培养新球员充实球队的实力。